# دوني داركو
دوني داركو (بالإنجليزية: Donnie Darko) فيلم غموض وخيال علمي أمريكي إنتاج عام 2001، من تأليف واخراج ريتشارد كيلي. وبطولة جيك جيلنهال، جينا مالون، درو باريمور، ماري ماكدونيل، كاثرين روس، باتريك سويزي، نوح وايلي، وماغي جيلنهال. يُتابع الفيلم مغامرات بطل الفيلم وشخصية المضطربة وهو يحاول أن يفهم معنى روئ نهاية العالم التي تراوده.
صور الفيلم على مدار ثمان وعشرون يوماً، وكاد أن يُعرض على الفيديو. عرض فيلم دوني داركو لأول مرة في مهرجان صندانس السينمائي في 19 يناير، 2001، قبل أن يعرض في عدد من صالات العرض في 26 أكتوبر، 2001، عبر شركة «فلاور فيلمز». بسبب ما احتوى إعلان الفيلم من مشاهد سقوط طيارة وقرب عرضه من حادثة 11 سبتمبر التي بالكاد مر عليها شهر لم يحصل الفيلم على حملات إعلانية كافية. في النهاية حصد فيلم دوني داركو على 7.3$ مليون دولار حول العالم بميزانية قدرت بـ 4.5$ مليون دولار.
بالرغم من ما جناه الفيلم في شباك التذاكر حصل الفيلم على إستحسان النقاد. ووضع في المرتبة الثانية في قائمة «أفضل 50 فيلم مستقل»، وفي المرتبة الثالثة والخمسين في قائمة «أفضل 500 فيلم على مر التاريخ». صدر الفيلم على شريط «VHS» وقرص مدمج «DVD» في مارس عام 2002. حقق الفيلم نجاحاً كبيراً في أسواق متاجر الفيديو وحصد أكثر من 10$ مليون دولار من مبيعات الأقراص والأشرطة. صدر الفيلم على أقراص بلوراي ثلاث مرات في: 10 فبراير، 2009، 19 يوليو، 2010، و12 ديسمبر، 2016. وجذب الفيلم العديد من المتابعين.
حققت الموسيقى التصويرية للفيلم نجاحاً كبيراً أيضاً بأغنية فرقة الغناء البريطانية «تيرز فور تيرز»، «عالم مجنون» والتي غناها غاري جولس. إذ وصلت للمرتبة الأولى في تصنيف «الأغاني المفردة في بريطانيا» وبقيت في المرتبة الأولى لثلاثة أسابيع متتالية. في الولايات المتحدة وصلت الأغنية للمرتبة الثلاثون في تصنيف بيلبورد لأغاني الروك الحديثة.
في عام 2004، صدرت نسخة مطولة من الفيلم، على نسخة خاصة تكونت من قرصي «دي في دي». في عام 2007، طور عمل مسرحي مبني على قصة الفيلم، وأنتج فيلم ثاني مأخوذ من قصة دوني داركو في عام 2009، حمل عنوان «أس. داركو».

## قصة الفيلم
في 2 أكتوبر، 1988، دوني داركو شاب مراهق يُعاني من مشاكل نفسية، يعيش في مدينة ميدل سيكس، في ولاية فرجينيا، يسير أثناء نومهُ ويلتقي بشخصية مخيفة يرتدي ثوب أرنب مخيف، يقدم نفسهُ لداركو ويخبرهُ بأسمه «فرانك» ويخبر داركو بأن العالم سينتهي خلال 28 يوماُ، 6 ساعات، 42 دقيقة، و12 ثانية. عند طلوع الشمس، يرجع دوني إلى منزله ليجد محرك نفاث قد سقط على منزله وفي غرفة نومه. تخبره أختهُ إليزابيث بأن محققي إدارة الطيران الفيدرالية لا يعرفوا من أين أتى المحرك.
يخبر دوني طبيبتهُ النفسانية الدكتورة ثرومان، بأن فرانك الأرنب يستمر بزيارته ويدفعهُ للسير أثناء نومه، وبأنهُ أغرق المدرسة بكسره أنبوب الماء الرئيسي. يبدأ دوني بمواعدة طالبة جديدة تدعى غريتشن روس، والتي أنتقلت مؤخراً إلى مدينة «مدل سكس» وبهويات جديدة هرباً من زوج والدها العنيف. تلوم مدرسة الرياضة كيتي فرايمر إغراق وتدمير المدرسة بسبب قصة «المدمرون» التي قرأتها مدرسة اللغة الإنجليزية كارين بوميروي، وتبدأ بتدريس دروس أخلاقية مأخوذة من تعاليم المخاطب الحماسي جيم كاننينغهام. يثور دوني غاضباً بسبب دروس الأخلاق التي تلقيها المدرسة كيتي مما يسبب مشاكل بين كيتي وروز والدة دوني.
يسأل دوني مدرس العلوم الدكتور كينيث مونيتوف عن السفر عبر الزمن بعد أن أخبرهُ فرانك عن ذلك، يعطيه مدرس العلوم كتاباً بعنوان فلسفة السفر عبر الزمن للكاتبة روبرتا سبارو، مدرسة علوم سابقة في المدرسة لكنها امرأة خرفة الآن.
تخبر الدكتورة النفسانية ثرومان والدا دوني بأنه منفصل عن الواقع، وأنهُ يعاني من أحلام اليقظة والرؤى التي تراوده. يقاطع دوني خطاب جيم كانينغهام في المدرسة ويهينهُ أمام الطلاب والمدرسين، ثم يقدم على إحراق منزل جيم بتعليمات من فرانك. بعد أطفاء النيران في منزل جيم تعثر الشرطة على أدلة تدين جيم بأعمال غير أخلاقية ويعتقل. خلال جلستهُ مع الدكتورة ثرومان يعترف دوني بجريمته ويخبر الدكتورة بأن فرانك سيقتل شخصاً ما قريباً.
توافق روز والدة دوني على استبدال كيتي كمرافقة لفرقة الرقص التي تشترك فيها ابنتها وتذهب معهم إلى لوس أنجلوس، مع ذهاب زوجها إلى نيويورك تضطر روز على ترك دوني وإليزابيث وحدهما في المنزل.
يستغل كل من دوني وإليزابيث فرصة بفائهما وحدعما في المنزل على إقامة حفلة هالوين للاحتفال بقبول إليزابيث بجامعة هارفرد. تصل غريتشين لمنزل دوني وهي خائفة بسبب اختفاء والدتها. إدراكاُ منه بنبؤة فرانك بنهاية العالم يذهب دوني برفقة غريتشين واثنين من أصدقائه إلى منزل روبرتا سبارو. يتهجم عليهم أشقياء من المدرسة سيث وريكي، الذين كانا يحاولان سرقة منزل روبرتا، يدور شجاراً بينهم في الشارع. تمر سيارة بونتياك مسرعة من أمام منزل سبارو التي ذهبت لتفحص صندوق بريدها يحاول سائق السيارة عدم الاصتدام بالسيدة سبارة لكنه يدهس غريتشين الواقعة على الأرض ويقتلها. ينزل السائق من السيارة ويكتشف دوني بأنهُ فرانك أندرسون وهو يرتدي زي الأرنب الذي كان يراه دوني في رؤاه. يطلق دوني عياراً نارياً بمسدس والدهُ الذي كان قد سرقة ويصيب فرانك في عينه.
تتكون دوامة كبيرة بغيوم سوداء فوق منزل دوني، يقود دوني السيارة نحو التلال ويشاهد العاصفة وهناك طيارة تسقط من الأعلى ويسقط منها محرك نفاث، تدور أحداث الثمان وعشرون يوماً السابقة بترتيب عكسي، ويجد دوني نفسهُ في المنزل على سريره في ساعات الصباح الأولى من يوم 2 أكتوبر. يجلس دوني على فراشه يضحك وينتظر، ثم يسقط المحرك على غرفته ويقتله. يستيقظ الأشخاص الذين تفاعل معهم دوني في الثمان وعشرون يوماً السابقة. تستقل غريتشين دراجة هوائية وتمر بقرب منزل دوني وتعلم بوفاته عن طريق جارهم ديفد، لكنها تقول بأنها لا تعرفه. يحيي كل من غريتشين ورزو الآخر زكأنهم يعرفون بعضهم لكن لا يعلمون من اين.

## الممثلين والشخصيات
- جيك جيلنهال بدور دونالد «دوني» داركو
- جينا مالون بدور غريتشين روس
- ماري ماكدونيل بدور روز داركو
- هولمز أوزبورن بدور إدي داركو
- كاثرين روس بدور الدكتورة. ليليان ثرومان
- ماغي جيلنهال بدور إليزابيث داركو
- ديفي تشايس بدور سمانثا داركو
- جيمس دوفال بدور فرانك أندرسون
- درو باريمور بدور كارين بوميروي
- باتريك سويزي بدور جيم كانينفهام
- نوح وايلي بدور الدكتور. كينيث مونيتوف
- بيث غرانت بدور كيتي فارمر
- ستوارت ستون بدور رونالد فيشر
- غاري لوندي بدور شون سميث
- أليكس غرينوالد بدور سيث ديفلن
- سيث روغن بدور ريكي دانفورث
- باتنس كليفلاند بدور روبرتا سبارو
- جولين بوردي بدور تشيريتا تشين
- آشلي تيسديل بدور كيم
- جيري تراينور بدور الطفل الطويل
- ديفد ساينت جيمس بدور بوب غارلاند
- سكوتي ليفنورث بدور ديفد
- فرانك كرانز بدور الراكب
- جاك سالفاتور الابن بدور لاري ريسمان
- آرثر تاكسير بدور الدكتور فيشر

## الإنتاج

### التصوير
تم تصوير الفيلم خلال 28 يوماً وصادف ان طابق تاريخ التصوير تاريخ قصة الفيلم من 2 أكتوبر، 1988، حتى يوم الجمعة أو السبت قبل حفلة عيد القديسين في يوم الإثنين 31 أكتوبر، 1988. وكلفت ميزانية الفيلم 4.5$ مليون دولار. كاد الفيلم أن ينشر على أشرطة الفيديو ولن يصل للعرض حتى ساهمت شركة التوزيع التي تمتلكها درو باريمور «فلاور فيلمز» في توزيع الفيلم على صالات العرض.

## الإصدار

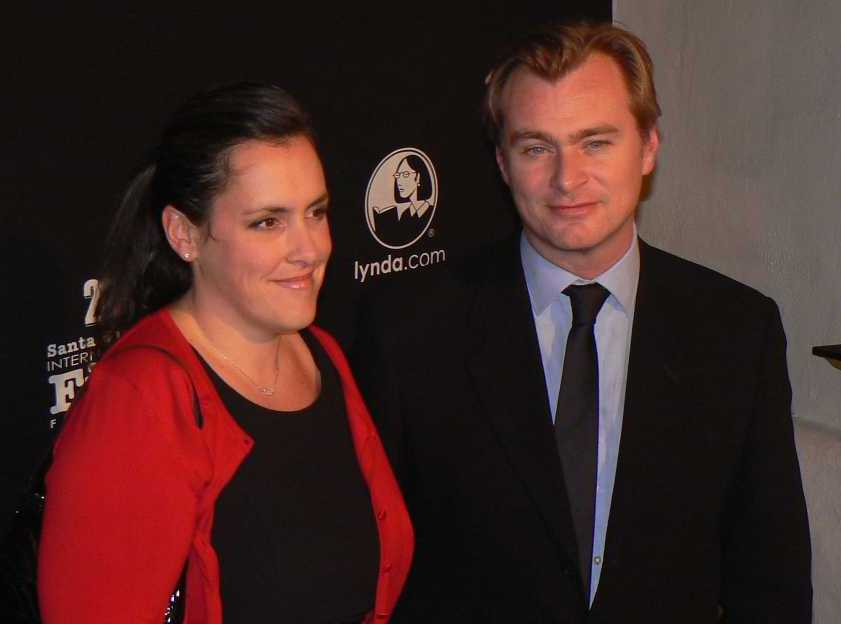
افتتاح فيلم دوني داركو

صدر الفيلم في صالات العرض، وافتتح في 26 أكتوبر، 2001، الشهر الذي تلى أحداث 11 سبتمبر. صرح مؤلف ومخرج الفيلم ريتشارد كيلي بأنه لاقى صعوبة في إيصال الفيلم إلى صالات العرض.

### التسويق
صدر كتاب دوني داركو في عام 2003، كتبهُ ريتشارد كيلي وأحتوى على مقدمة كتبها جيك جيلنهال، نص قصة الفيلم النسخة المطولة، مقابلة مع ريتشارد كيلي، صفحات من كتاب فلسفة السفر عبر الزمن، صور ورسومات من الفيلم. أنتجت شركة "NECA" لعبة على شكل فرانك الأرنب بطول 6" بوصات (15 سم)، وبعدها نسخة أخرى متكلمة طولها 1 قدم (30 سم).

### الإصدار المنزلي
صدر الفيلم على شريط «VHS» وقرص مدمج «DVD» في مارس عام 2002. حفزت المبيعات الجيدة شركة نيوماركت فيلمز على إصدار نسخة مطولة من الفيلم ما حقق أكثر من 10$ مليون دولار من مبيعات الأشرطة.
في 19 يوليو، 2009، صدر الفيلم على قرص بلوراي من قبل شركة ميترودوم واحتوى على النسخة العادية والمطولة، تعليق المخرج وجيك جيلنهال، كيفن سميث والعديد من طاقم التمثيل.

## وصلات خارجية
- الموقع الرسمي
- دوني داركو على موقع IMDb (الإنجليزية)
- دوني داركو على موقع ميتاكريتيك (الإنجليزية)
- دوني داركو على موقع روتن توميتوز (الإنجليزية)
- دوني داركو على موقع قاعدة بيانات الأفلام العربية
- دوني داركو على موقع ألو سيني (الفرنسية)
- دوني داركو على موقع Turner Classic Movies (الإنجليزية)
- دوني داركو على موقع أول موفي (الإنجليزية)
- دوني داركو على موقع بوكس أوفيس موجو (الإنجليزية)
- دوني داركو على موقع فيلمافينيتي (الإسبانية)
- دوني داركو على موقع قاعدة بيانات الأفلام السويدية (السويدية)
- دوني داركو على موقع أول موفي.